# 凉山沟牙田鼠
凉山沟牙田鼠（学名：Neodon nyalamensis）一种于中国四川南部地区发现的啮齿动物，隶属于仓鼠科沟牙田鼠。

## 形态特征
模式标本头体长125毫米，尾长75毫米，重60克。背部一般呈黄棕色，腹部颜色比背部浅。尾背为黑棕色，尾腹为浅灰白色。